# Alfred Hanf
Alfred Hanf (* 17. November 1890 in Erfurt; † 17. Mai 1974 in Erfurt) war ein deutscher Maler, Graphiker und Gebrauchsgraphiker. Er gilt als Bilderchronist seiner Heimatstadt Erfurt.

## Leben und Wirken
Hanf besuchte von 1908 bis 1910 die Kunstgewerbeschule in Erfurt. Er hielt in zahlreichen Skizzen das alte Erfurt und bei Reisen in die Erfurter Umgebung und ins Rheinland seine dortigen Eindrücke fest. Von 1910 bis 1912 absolvierte er eine Zeichenlehrer-Ausbildung an der Staatlichen Kunstschule Berlin und legte die Staatsprüfung als Zeichenlehrer für Höhere Schulen ab. Im Jahr 1912/13 studierte Hanf an der Königlichen Akademie der Künste in Dresden bei Professor Carl Bantzer. Im Jahr 1914/15 war Hanf an Erfurter Schulen als Zeichenlehrer tätig, von 1915 bis 1918 folgte Einsatz als Frontsoldat im Ersten Weltkrieg.
Im Jahr 1918/19 nahm Hanf Lehraufträge an Gewerbeschulen in Eberswalde und Erfurt wahr. Am 20. Januar 1919 war er eines der Gründungsmitglieder der Künstlergruppe „Jung-Erfurt“. Von 1919 bis 1922 arbeitete er selbstständig als Maler und Graphiker, dann bis 1924 an der gewerblichen Berufsschule Erfurt. Anschließend war Hanf erneut freischaffend tätig und unternahm Reisen durch Deutschland und Italien. Ab 1926 war er an der Kunstgewerbeschule Erfurt tätig, unterbrochen von Reisen nach Italien, Spanien, Südfrankreich und in die Schweiz.
Von 1942 bis 1945 übte Hanf eine Lehrtätigkeit an der Erfurter Meisterschule des Deutschen Handwerks aus. 1944 kam es zu einer Ausstellung von Hanf-Werken im Angermuseum in Erfurt. Ab 1945 war Hanf wieder freischaffend in Erfurt tätig und erteilte privaten Zeichenunterricht. Nach seinem Entnazifizierungsverfahren 1947 erhielt er auch wieder kleinere Aufträge. So entwarf er den damaligen Schriftzug der Thüringischen Landeszeitung der LDPD. Hanf wohnte und arbeitete in der Kartäusermühle in Erfurt. Bis ins hohe Lebensalter war er geistig rege und bis kurz vor seinem Tod mit 84 Jahren schöpferisch aktiv.
Hanf war über ein halbes Jahrhundert eng mit dem Kunstleben in seiner Heimatstadt Erfurt verbunden. Der lange Zeitraum erklärt auch die verschiedenen Stilrichtungen und Arbeitstechniken in seinem Schaffen. Dieses umfasste sehr vielseitig Bleistiftzeichnungen, Radierungen, Kupferstiche, Holz- und Linolschnitte, Aquarelle, einige Ölgemälde, Porträts, Akte, Buchillustrationen, Exlibris, Gebrauchsgraphik, Ansichtskarten, Notgeldscheine und Schriftgestaltung. Hanf war besonders ein Bilderchronist seiner Heimatstadt Erfurt. Er hielt viel der „Erfurter Idylle“ fest, die durch Bombenkrieg, falsch verstandene Sanierung und Verkehrsplanung heute verschwunden ist. Hanf hat insgesamt Tausende von großen und kleinen Werken geschaffen.
Nach dem Ersten Weltkrieg hatte Hanf eine relativ kurze expressionistische Schaffensphase. In dieser gründete er 1919 in der Hoffnung auf gesellschaftliche Veränderungen durch Kunst zusammen mit sieben anderen Künstlern eine Vereinigung „Jung-Erfurt“. Diese veröffentlichte in der „Stierpresse“ (Name nach dem von Hanf als Signet entworfenen lithographierten Stier) ein Manifest. Im Jahr 1924 löste sich die Gruppe, auch unter dem Eindruck von Anfeindungen gegen die moderne Kunst, wieder auf. Hanf entwarf 1924 Wandgemälde für das Reichsferienheim der Sozialistischen Arbeiterjugendvereine Deutschlands im Gutsschloss Tännich bei Breitenheerda in Thüringen und für eine neue Schule in Friedersdorf bei Großbreitenbach im Thüringer Wald. Beides wurde in den 1930er-Jahren übermalt. Es ist jedoch ein entsprechendes grafisches Mappenwerk mit den Illustrationen und Texten in der „Stierpresse“ erhalten: Hinan zum Leben.
Ende der 1920er-Jahre wandte sich Hanf mehr einem lyrischen, weichen impressiven Stil zu. 1937 wurden in der Nazi-Aktion „Entartete Kunst“ mehrere seiner impressionistischen Arbeiten aus dem Museum für Kunst und Heimatgeschichte Erfurt beschlagnahmt. Hanf war bereits vorher zu seinem früheren Stil zurückgekehrt und hielt damit weiter die Natur, die Straßen, Gassen und Plätze seiner Heimatstadt Erfurt und ihrer Umgebung fest.
Hanf war verheiratet, die Ehe blieb kinderlos.
Von Alfred Hanf zu Martin Luther gestaltete Notgeldscheine aus Erfurt, von 1921.
Von Alfred Hanf gestaltete Notgeldscheine aus Gebesee, von 1921.

## 1937 als „entartet“ aus dem Museum für Kunst und Heimatgeschichte Erfurt beschlagnahmte Werke

### Holzschnitte
- Bildnis A. Bruckner (17 × 11 cm, 1924; vernichtet)[2]
- Kiefern (30 × 25,5 cm, 1918; vernichtet)
- Die Müden (30,5 × 22,5 cm, 1918; vernichtet)
- Das Grab (29,5 × 25 cm, 1918; vernichtet)
- Chaos (29,5 × 24,5 cm, 1918; vernichtet)
- Meine Eltern und ich (25 × 29 cm, 1919; vernichtet)
- Landschaft bei Erfurt (22,5 × 27,5 cm, 1919; vernichtet)
- Zugbrücke (29,5 × 24,5 cm, 1918; vernichtet)
- Selbstbildnis (30,5 × 25,5 cm, 1918; nach 1945 sichergestellt. Wieder im Bestand des Angermuseums Erfurt)

### Originalgrafik in Pressendrucken
- Die neue Stadt (elf Holzschnitte, Titelseite und Verlagssignet zum expressionistischen Theaterstück von Edwin Redslob. Stierpresse, Erfurt 1919; vernichtet)[3]
- Sonette von Seitwärts (vier kolorierte Lithographien zu Walter Bähr (1888–1955), Erfurt 1923; vernichtet)
- Die Stadt des guten Gewissens (Mappe mit 22 Lithographien zu einem Text von Curt Hotzel; Aufgang Verlag, Erfurt 1920; vernichtet)